# Herbert von Karajan
Herbert von Karajan (Salzburgo, 5 de abril de 1908 - Anif, cerca de Salzburgo, 16 de julio de 1989) fue un director de orquesta austríaco, uno de los más afamados de la historia, y el artista discográfico de música clásica con las mayores ventas de todos los tiempos. Sobre todo es conocido por haber sido el director titular de la Orquesta Filarmónica de Berlín durante treinta y cinco años, desde 1954 hasta su muerte.

## Biografía

### Familia
Fue el hijo menor del matrimonio formado por el doctor Ernst von Karajan y Martha Kosmac, de ascendencia eslovena. Su familia paterna pertenecía a una prominente familia de la alta burguesía de Salzburgo y tenía ancestros griegos. Su tatarabuelo, Georg Johannes Karajanis, nació en Kozani, en la época en que pertenecía al Imperio otomano (hoy Macedonia griega) y se mudó a Viena en 1767, para finalmente trasladarse a Chemnitz (Sajonia). Él y su hermano fueron fundadores de la industria textil sajona, tarea por la que recibieron sendos títulos nobiliarios de Federico Augusto I el 1 de junio de 1792 (de ese modo se añadió el «von» a su nombre familiar). Así, el apellido Karajanis se convirtió en von Karajan.
En julio de 1938 se casó con la cantante de opereta Elmy Holgerloef, de quien se divorció en 1942. El 22 de octubre de ese mismo año, contrajo segundas nupcias con Anna Maria "Anita" Gütermann, heredera de la industria textil Gütermann, de quien se divorció en 1958. Ese mismo año contrajo matrimonio por tercera vez con Eliette Mouret, con quien tuvo dos hijas, Isabel y Arabel. Eliette lo acompañó hasta sus últimos días.
Murió en su casa a los 81 años.

### Primeros años
El arte de dirigir consiste en saber cuándo dejar la batuta para no molestar a la orquesta.
Herbert von Karajan

En 1929, realizó su debut oficial dirigiendo Salomé en la Festspielhaus de Salzburgo, y entre 1929 y 1934, Karajan fue primer Kapellmeister en la Ópera Estatal de Ulm, Alemania. En 1933, Karajan hizo su debut en el Festival de Salzburgo con la Walpurgisnacht Scene en una producción de Fausto de Max Reinhardt. Al año siguiente, y nuevamente en Salzburgo, Karajan dirigió la Orquesta Filarmónica de Viena por primera vez, y entre 1934 y 1941, Karajan dirigió óperas y conciertos sinfónicos en el Teatro de la Ópera de Aquisgrán.

### Éxitos durante el nazismo
En marzo de 1935, la carrera de Karajan tuvo un significativo impulso cuando se inscribió como miembro del Partido Nazi ('Aufnahmegruppe der 1933er, nachgereichte'). Aquel año, Karajan fue nombrado el más joven director de orquesta alemán y fue director invitado en Bruselas, Estocolmo, Ámsterdam y otras ciudades europeas. Más aún, en 1937, Karajan hizo su debut con la Orquesta Filarmónica de Berlín y la Ópera Estatal de Berlín (a la que dirigió desde 1939, en plena Segunda Guerra Mundial) con Fidelio. Disfrutó de un notable éxito con Tristán e Isolda y en 1938, fue bautizado por un crítico berlinés como «Das Wunder Karajan» (‘el milagro Karajan’). Al firmar un contrato con Deutsche Grammophon aquel año, Karajan realizó la primera de sus numerosas grabaciones dirigiendo a la Staatskapelle Berlin en la obertura de La flauta mágica. Sin embargo, Adolf Hitler recibió con hostilidad al afamado director después de que este se equivocase en un momento en Die Meistersinger von Nürnberg en un concierto de gala que Hitler ofreció para los reyes de Yugoslavia en junio de 1939. Al dirigir sin la partitura, Karajan se perdió, las cantantes se detuvieron, la cortina se rasgó en medio de la confusión. Furioso, Hitler dijo a Winifred Wagner: «Herr von Karajan jamás dirigirá en Bayreuth mientras yo viva», y así fue. Después de la guerra, Karajan hizo lo posible para no recordar aquel vergonzoso y no tan glorioso incidente que, sin embargo, salvó su carrera en la posguerra.

### Años de la posguerra
En 1946, Karajan dio su primer concierto en la posguerra, en Viena, con la Orquesta Filarmónica de Viena, pero después las autoridades de la ocupación soviética le prohibieron ejercer la dirección debido a su afiliación al partido nazi. En el verano de aquel año participó anónimamente en el Festival de Salzburgo. Al año siguiente se levantó la prohibición y pudo seguir dirigiendo. En 1948, Karajan se convirtió en director artístico de la Gesellschaft der Musikfreunde, Viena. También dirigió en el Teatro de La Scala de Milán. 
Karajan convirtió a esa orquesta en una de las mejores del mundo. En 1949 se presentó en el Teatro Colón de Buenos Aires en una serie de conciertos sinfónicos. En 1951 dirigió un único ciclo completo de El anillo del nibelungo (alternándose del 11 de agosto al 15 de agosto con Hans Knappertsbusch), así como Los maestros cantores de Núremberg, y en 1952 Tristán e Isolda en el Festival de Bayreuth. En 1953, después de dirigir Tannhäuser, dijo que nunca más lo haría porque no sabía si sus emociones le permitirían terminarla con vida.

### Orquesta Filarmónica de Berlín
En el año 1955, Karajan aceptó el cargo de director titular de la Orquesta Filarmónica de Berlín (uno de los cargos más respetados en el ámbito cultural) bajo la condición de que fuese una plaza vitalicia. Juntos realizaron apariciones por todo el mundo, obteniendo gran aclamación. En 1955, la orquesta hizo su primera presentación en Nueva York, desde donde comenzó una gira por los Estados Unidos, que fue repetida al año siguiente, y también durante varias temporadas más. En total, entre 1955 y 1958, Karajan y la Filarmónica de Berlín tocaron 105 conciertos en los Estados Unidos. Entre otros notables viajes internacionales se incluyen visitas a Japón, la gira de 1984 que los llevó también a Corea y sus primeros conciertos en China en 1978.  
A su vez, realizó un gran enfoque en la grabación de discos y conciertos acumulando en su totalidad más de 24 horas de reproducción. El carácter egocéntrico del director le llevaron a desarrollar una cultura de máxima perfección tanto a la calidad de sus interpretaciones como a su propia imagen  
Entre 1957 y 1964, fue director artístico de la Ópera Estatal de Viena. Estuvo estrechamente vinculado con la Orquesta Filarmónica de Viena y el Festival de Salzburgo, en donde inició el llamado Festival de Semana Santa, evento que permanecería ligado al director musical de la Filarmónica de Berlín aún después de que Karajan dejara ese cargo. Dirigió el Concierto de Año Nuevo de Viena en 1987 y continuó interpretando, dirigiendo y grabando en forma prolífica hasta su muerte en 1989.

### Karajan y el disco compacto
Karajan tuvo un papel importante en el desarrollo del formato original del disco compacto (alrededor de 1980). Apoyó esta nueva tecnología de grabación y apareció en la primera conferencia de prensa que anunció el formato. Los primeros prototipos de CD tenían una duración limitada apenas a sesenta minutos y a menudo se afirma que se amplió hasta los 74 minutos a instancias de Karajan, para que así cupiera en un solo disco la Sinfonía n.º 9 de Beethoven. Sin embargo, los inventores del CD niegan este hecho. Fue él quien grabó el primer CD comercializado y la obra que tuvo el honor de ser registrada en la ocasión fue la Sinfonía Alpina, de Richard Strauss.

### Política
La pertenencia de Karajan al partido nazi y su notoria vinculación con el nazismo entre 1933 y 1945 le puso en una situación difícil después de la Segunda Guerra Mundial. Mientras que los defensores de Karajan esgrimen que se unió a los nazis solo para seguir avanzando en su carrera, sus críticos han señalado que otros grandes directores como Bruno Walter y Arturo Toscanini escaparon de la Europa fascista en aquella época. Además, el interés no podría haber sido la única motivación de Karajan, pues se inscribió en el Partido Nazi en 1933 en Salzburgo, Austria, cinco años antes del Anschluss.
En La guerra fría cultural (publicado en Gran Bretaña como ¿Quién paga las consecuencias?), un libro acerca de la política cultural de la CIA en la Europa de la posguerra, Frances Stonor Saunders advierte que Karajan «fue miembro del partido desde 1933, y nunca dudó en iniciar sus conciertos con el himno del NSDAP,  el Horst Wessel Lied». Además ―y a diferencia de su predecesor en la Filarmónica de Berlín, su rival Wilhelm Furtwängler―, Karajan no tuvo objeciones en dirigir en la Europa ocupada.
Músicos como Isaac Stern e Itzhak Perlman rechazaron tocar en concierto con Karajan debido a su pasado nazi. Algunos se han preguntado si Karajan se unió a la causa nazi debido a su matrimonio en 1940 con Anita Gütermann, una mujer de evidente origen judío.

### Musicalidad

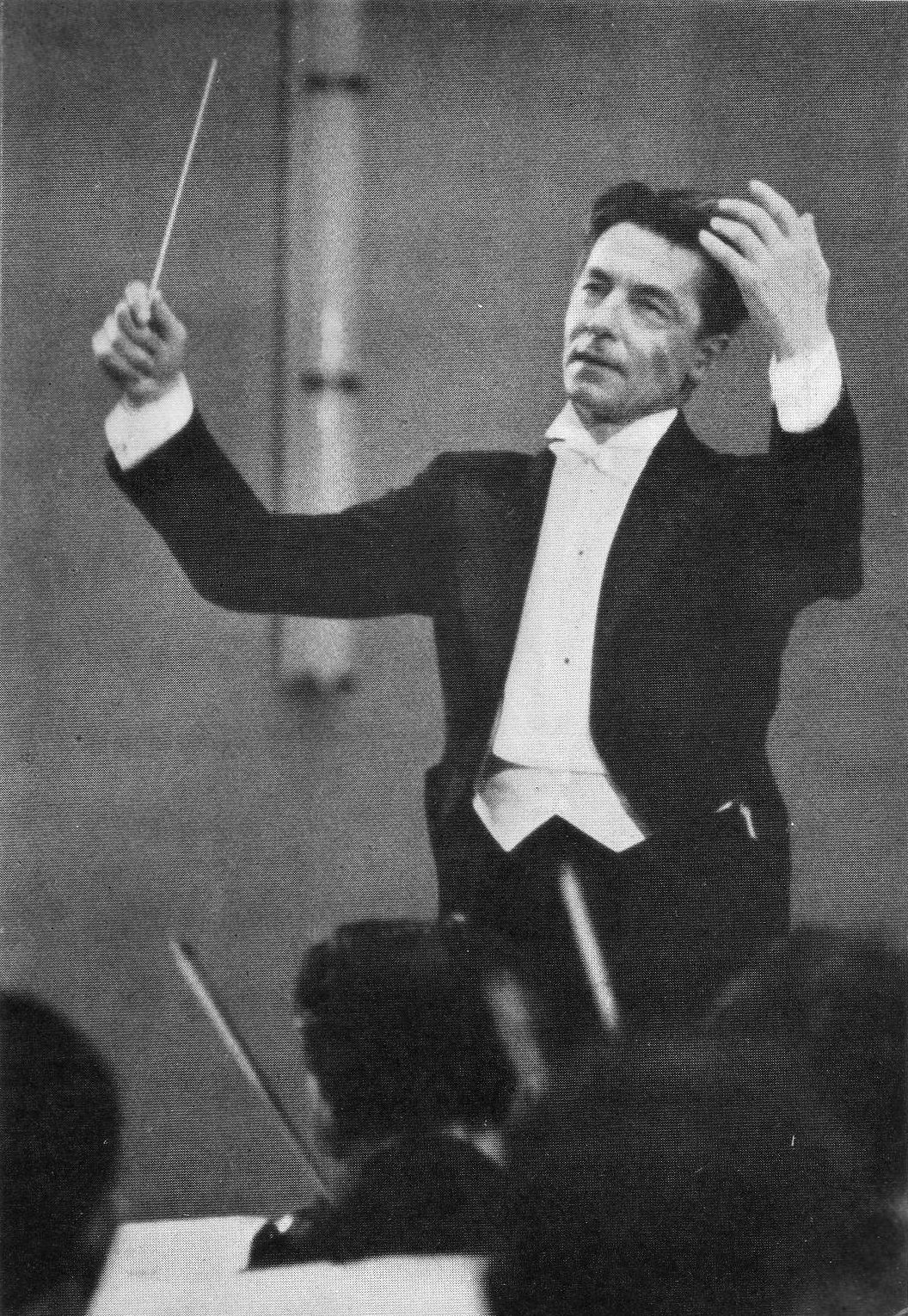
Von Karajan dirigiendo la NHK Symphony Orchestra de Tokio en 1954

Hay un consenso general sobre el don de Karajan para extraer una bella sonoridad de una orquesta. Donde la opinión varía es acerca de los grandes fines estéticos para los que el sonido Karajan era empleado. El crítico estadounidense Harvey Sachs analizó la postura de Karajan así:

Vemos que Karajan eligió un sonido para todo propósito, altamente refinado, enlacado, calculadamente voluptuouso que podría ser aplicado, con las modificaciones estilísticas que estimaba necesario, a Bach y Puccini, Mozart y Mahler, Beethoven y Wagner, Schumann y Stravinski... muchas de sus interpretaciones tienen una cualidad prefabricada que otros como Toscanini, Furtwängler y otros nunca tuvieron... muchas de las grabaciones de Karajan son exageradamente pulidas, una suerte de contraparte sonora a las películas y fotografías de Leni Riefenstahl.

Sin embargo, el crítico y comentarista Jim Svejda ha dicho que el estilo de Karajan anterior a 1970 no parece tan calculadamente pulido como su estilo posterior.
Este estilo general impacta a muchos oyentes en diferentes grados de pareceres sobre el logro final en la música de diferentes épocas. La información en la Web sugiere que de las numerosas grabaciones de Karajan, aquellas del repertorio principal romántico del siglo XIX a menudo atrae mayor admiración (y muchos comentan que sus grabaciones de las sinfonías de Beethoven dan la norma para otras versiones de las mismas), pero hay menos afecto por su obra en la música del clasicismo, siendo estas y sus incursiones en la música barroca más bien mediocres.
Dos reseñas que podrían considerarse representativas de la muy leída Guía Penguin de Discos Compactos pueden servir para ilustrar este tema.
- Respecto de una grabación de Tristán e Isolda de Richard Wagner, una obra romántica muy importante, los autores del Penguin dicen «La de Karajan es una interpretación sensual de la obra maestra de Wagner, cuidadosamente hermosa y con una ejecución bastante refinada de la Filarmónica de Berlín... una excelente primera opción».

- Acerca de la grabación de las sinfonías París de Haydn, los mismos autores dicen, «un Haydn a lo big-band con una venganza... No se puede dejar de pasar que la calidad de la ejecución orquestal es soberbia. Sin embargo, son versiones pesadas, más cercanas al Berlín Imperial que a París... los Minuetos son también muy lentos... Estas interpretaciones son tan carentes de encanto y de gracia para ser recomendadas de corazón».

Con respecto a la música del siglo XX, Karajan fue criticado por haber dirigido y grabado casi exclusivamente obras compuestas antes de 1945 (Mahler, Schoenberg, Berg, Webern, Bartók, Sibelius, Richard Strauss, Puccini, Ildebrando Pizzetti, Arthur Honegger, Prokófiev, Debussy, Ravel, Paul Hindemith, Carl Nielsen y Stravinski), si bien grabó dos veces la Sinfonía n.º 10 (1953) de Dmitri Shostakóvich, y estrenó el Trionfi de Afrodite (Teatro alla Scala, de Milán, 13 de febrero de 1953) y la De Temporum Fine Comoedia (en el Festival de Salzburgo el 20 de agosto de 1973), ambas del compositor Carl Orff.
También dirigía con frecuencia con los ojos cerrados.

### Críticas profesionales
Algunos críticos, en especial el británico Norman Lebrecht, acusaron a Karajan de haber comenzado una devastadora e inflacionaria espiral de los sueldos profesionales. Mientras fue director de organizaciones de conciertos financiadas por el estado, como las de la Orquesta Filarmónica de Viena, la Orquesta Filarmónica de Berlín y el Festival de Salzburgo, comenzó a pagar a los artistas estelares sumas desorbitadas, además de incrementar su propia remuneración:
Una vez que tenía en sus manos una orquesta, podía usarla para producir discos, quedándose la mayor parte de las ganancias para sí mismo y regrabando las obras preferidas por el público en cada nueva tecnología: LP, CD, cinta de vídeo, laserdisc. Además de complicar la grabación con dichas orquestas a otros directores, von Karajan también elevó su minuta, y así también la de otros directores.
Durante un ensayo del Triple concierto de Beethoven con David Óistraj, Sviatoslav Richter y Mstislav Rostropóvich, Richter le preguntó a Karajan si podían repetir un pasaje, a lo que Karajan repuso: «No, no tenemos tiempo, todavía faltan las fotografías». Sin embargo, esto no hizo cambiar de opinión a Óistraj, que ―cuando Karajan cumplió 65 años― dijo que era «el director vivo más importante, un maestro en todos los estilos».[cita requerida]
Por último, Karajan era considerado por algunos[cita requerida] excesivamente egocéntrico. Cuando dirigió Wagner en la Metropolitan Ópera de Nueva York, dispuso que el podio del director estuviese colocado de modo que lo situase a la vista del público;[cita requerida] en grabaciones operísticas de Verdi, cambió el balance de tal modo que resaltase el sonido de la orquesta en la mezcla final, todo para enfatizar su rol en la interpretación.[cita requerida] Los críticos[cita requerida] lo comparan con Leonard Bernstein, destacando que ambos directores «no tuvieron igual en su magistral histrionismo en el podio». De hecho, con su grupo de Berlín que conocía íntimamente, recordaba a Fritz Reiner en su economía de movimientos.[cita requerida] Estos eran ambiguos y poco precisos:

Una vez, al dirigir a la London Symphony Orchestra, dio una entrada ambigua al solista de flauta y este le preguntó: «¿Maestro, cuándo debo entrar?». Karajan respondió: «Entra cuando ya no puedas aguantar más».[cita requerida]

Solía decir: «El peor daño que podría causarle a mi orquesta es darles una instrucción clara. Eso impediría que se escuchasen unos a otros».[cita requerida]